# (2277) Moreau
(2277) Moreau ist ein Asteroid des Hauptgürtels, der am 18. Februar 1950 vom belgischen Astronomen Sylvain Julien Victor Arend in Ukkel entdeckt wurde.
Namensgeber für den Asteroiden war der belgische Astronom Fernand Moreau.